# Fryderyk I Badeński
Fryderyk I (niem. Friedrich I. Wilhelm Ludwig Großherzog von Baden, ur. 9 września 1826 w Karlsruhe, zm. 28 września 1907 na Mainau) – wielki książę Badenii w latach 1856–1907, regent w latach 1852–1856.

## Życiorys
Był trzecim synem wielkiego księcia Leopolda i córki króla Szwecji, Zofii Wilhelminy von Holstein-Gottorp. Jako że jego starszy brat Ludwik był nieuleczalnie chory, Fryderyk został po śmierci ojca regentem, a później wielkim księciem. Fryderyk uchodził za władcę liberalnego i zwolennika monarchii konstytucyjnej. W czasie jego rządów przeprowadzono w Badenii wiele ważnych reform, m.in. wprowadzono małżeństwo oparte na prawie cywilnym (małżeństwo cywilne). O ile nauczanie religii w szkołach pozostawił w gestii kościołów, to pozostałe przedmioty podlegały państwowemu nadzorowi. Wprowadził w Badenii tajne i bezpośrednie wybory do drugiej izby parlamentu.

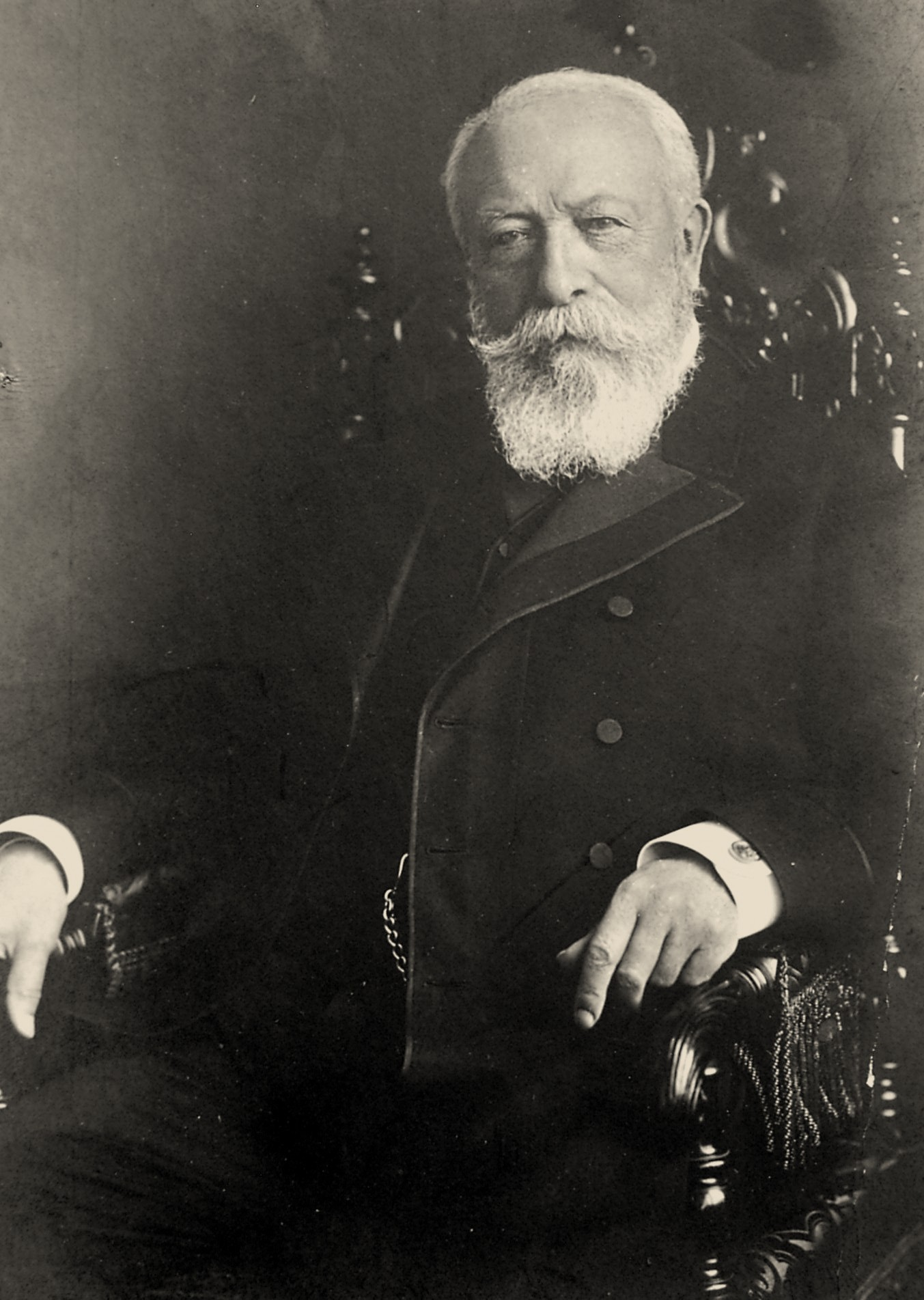
Książę Fryderyk I w stroju cywilnym

Pod jego panowaniem miasto Mannheim stało się centrum lokalnego przemysłu. Rozbudowano drogi wodne i koleje zgodnie z ówczesnymi wymogami industrializacji. Wielki Książę dając zielone światło wielu inicjatywom położył fundament dla dobrobytu gospodarczego w południowo-zachodnich Niemczech. Fryderyk I był wielkim mecenasem i miłośnikiem sztuki. Z jego poręczenia powołano do życia wielkoksiążęcą Akademię Sztuk Pięknych (obecnie Państwowa Akademia Sztuk Pięknych w Karlsruhe). W 1878 roku powstała też uczelnia techniczna – Hochschule Karlsruhe – Technik und Wirtschaft. W 1853 roku Fryderyk I nabył wyspę Mainau na Jeziorze Bodeńskim, na którą sprowadził wiele egzotycznych roślin, kładąc w ten sposób podwaliny pod przyszły wspaniały park.
Dzięki jego zasługom na polu szerzenia kultury, oświaty i techniki wykładowcy politechniki w Karlsruhe zwrócili się z prośbą o nadanie jego imienia tej uczelni, na co Fryderyk wyraził zgodę.
W 1857 został szefem austro-węgierskiego Pułku Piechoty Nr 50.
Rok 1888 był dla wielkiego księcia Fryderyka i jego małżonki, wielkiej księżnej Luizy, czasem wielkiej próby. 23 lutego roku na zapalenie płuc zmarł drugi syn książęcej pary Ludwik Wilhelm. Książę Ludwik Wilhelm odbył studia w Heidelbergu. Należał do korporacji Suevia Heidelberg. Pełnił także przez krótki okres służbę wojskową. Jedna z wersji głosi, że nie umarł na zapalenie płuc, a wskutek postrzału w pojedynku. 9 marca 1888 zmarł również ojciec wielkiej księżnej cesarz Wilhelm I oraz brat cesarz Fryderyk III 15 czerwca.

## Odznaczenia
- Wielki Mistrz Orderu Wierności (Wielkie Księstwo Badenii)
- Wielki Mistrz Orderu Zasługi Wojskowej Karola Fryderyka (Wielkie Księstwo Badenii)
- Wielki Mistrz Orderu Bertholda I – fundator (Wielkie Księstwo Badenii)
- Wielki Mistrz Orderu Lwa Zeryngeńskiego (Wielkie Księstwo Badenii)
- Krzyż Wielki Orderu Ludwika (Wielkie Księstwo Hesji)[3]
- Krzyż Wielki Orderu Ernestyńskiego (Księstwa Saskie)[3]
- Krzyż Wielki Orderu św. Stefana (Austro-Węgry)[3]
- Krzyż Wielki Orderu Korony (Królestwo Wirtembergii)[3]
- Krzyż Wielki Legii Honorowej (Republika Francuska)[3]
- Krzyż Żelazny I i II klasy (Królestwo Prus)

## Małżeństwo i potomstwo
W 1856 w Berlinie ożenił się z Luizą Marią Elżbietą, księżną von Hohenzollern, córką Wilhelma I Hohenzollerna i Augusty z Saksonii-Weimaru. Miał z nią troje dzieci:
- Fryderyk Wilhelm Ludwik Leopold August (1857–1928) – wielki książę Badenii w latach 1907–1918
- Zofia Maria Wiktoria (1862–1930) – żona króla szwedzkiego Gustawa V
- Ludwik Wilhelm Karol Fryderyk (1865–1888)